# Darko Bulatović
Darko Bulatović (Kirin Serbia: Дарко Булатовић; sinh 5 tháng 9 năm 1989) là một hậu vệ bóng đá Montenegro thi đấu cho Sutjeska Nikšić.